# NHK滨松支局

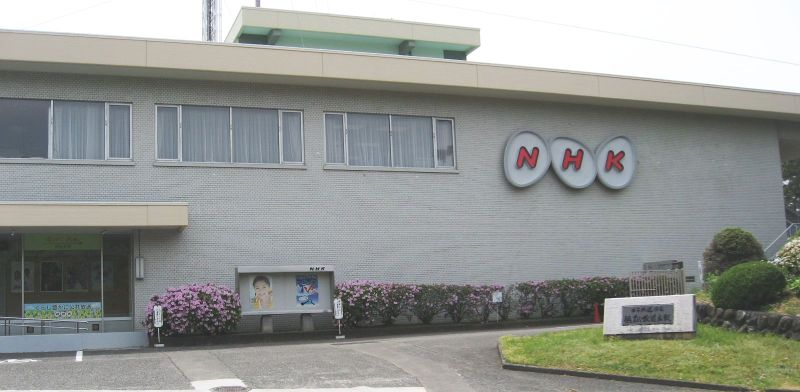

NHK濱松支局，是日本放送協會位於靜岡縣滨松市的支局，也是負責主管當地事務的放送支局。

## 频道频率一览

### 电视频道
- NHK综合频道（呼号JOLK-DTV）：
- NHK教育频道（呼号JOLB-DTV）：

### 广播频率
- NHK第一广播（呼号JOLK）：
- NHK第二广播（呼号JOLB）：
- NHKFM（呼号JOLK-FM）：

## 频道频率一览

### 电视频道
- NHK综合频道（呼号JOLK-DTV）：
- NHK教育频道（呼号JOLB-DTV）：

### 广播频率
- NHK第一广播（呼号JOLK）：
- NHK第二广播（呼号JOLB）：
- NHKFM（呼号JOLK-FM）：